# Célio Dias
Célio Emilson Ucha Dias (* 8. února 1993 Almada) je portugalský zápasník–judista původem z Guinea-Bissau.

## Sportovní kariéra
Vyrůstal v Almadě ve čtvrti Monte de Caparica u adoptivních rodičů. Judu se věnuje od 13 let. Vrcholově se připravoval v profesionálním klubu Benfica Lisabon pod vedením Sandry Saioteové. V roce 2016 se kvalfikoval na olympijské hry v Riu, ale v úvodním kole podcenil schopnosti beninského judisty Celtuse Dossou-Yovo a po kontrachvatu tani-otoši prohrál na ippon. Od roku 2017 se na mezinárodní scéně přestal ukazovat, kvůli osobním problémům.

### Homosexualita
Vedla sportovní kariéry v judu byl od puberty častým objektem fotografů jako model. V 18 letech si uvědomil, že ho víc přitahují muži. V průběhu olympijských her v Riu v roce 2016 některé jeho intimní fotografie kolovaly na webstránkách s gay tematikou. V roce 2018 začal trpět vážnými psychickými problémy a dvakrát se pokusil o sebevraždu. Lékaři mu později diagnostikovali schizofrenii. Jako jeden z prvních judistů prolomil tabu v úpolových sportech a začal veřejně mluvit o své homosexualitě.

### Vítězství
- 2015 – 2x světový pohár (Casablanca, Budapešť)

## Výsledky
| Turnaj             | 2011         | 2012         | 2013         | 2014         | 2015         | 2016         | 2017         |
| Turnaj             | 18           | 19           | 20           | 21           | 22           | 23           | 24           |
| Turnaj             | střední váha | střední váha | střední váha | střední váha | střední váha | střední váha | střední váha |
| ------------------ | ------------ | ------------ | ------------ | ------------ | ------------ | ------------ | ------------ |
| Olympijské hry     |              | —            |              |              |              | úč.          |              |
| Mistrovství světa  | —            |              | 7.           | úč.          | úč.          |              | úč.          |
| Evropské hry       |              |              |              |              | úč.          |              |              |
| Mistrovství Evropy | —            | —            | 7.           | —            | úč.          | —            | —            |
| ME do 23 let       | úč.          | 7.           | —            | —            | —            |              |              |
| MS juniorů         | úč.          |              | —            |              |              |              |              |
| ME juniorů         | 5.           | úč.          | 5.           |              |              |              |              |